# هت‌تریک (فیلم ۲۰۰۷)
«هت‌تریک» (انگلیسی: Hattrick) یک فیلم درام-ورزشی محصول کشور هند است که در سال ۲۰۰۷ منتشر شد.در این فیلم بازیگرانی همچون پارش راوال، ریمی سن، کونال کاپور، نانا پاتیکار، دنی دنزونگپا و آساواری جوشی ایفای نقش کرده‌اند.